# HD 90745
HD 90745，又名BD+64 789，SAO 15200、HR 4108，是一颗恒星，视星等为6.12，位于銀經144.32，銀緯46.59，其B1900.0坐标为赤經10h 23m 29.3s，赤緯+64° 46.59′ 15″。